# Glaucocharis equestris
Glaucocharis equestris là một loài bướm đêm trong họ Crambidae.